# Eesti Laul 2009
La prima edizione dell'Eesti Laul si è tenuta presso gli studi ETV di Tallinn il 7 marzo 2009 e ha selezionato il rappresentante dell'Estonia all'Eurovision Song Contest 2009.
Le vincitrici sono state le Urban Symphony con Rändajad.

## Organizzazione
Nell'agosto 2008 il ministro della cultura estone, Laine Randjärv, aveva annunciato che le repubbliche baltiche (Estonia, Lettonia e Lituania) non avrebbero partecipato all'Eurovision Song Contest 2009 a causa del coinvolgimento russo nella seconda guerra in Ossezia del Sud, infatti l'evento sarebbe stato ospitato dalla capitale russa, Mosca. Nonostante ciò l'emittente estone Eesti Rahvusringhääling (ERR) ha confermato la propria partecipazione il 17 settembre 2008.
Nel corso del mese successivo il produttore esecutivo dell'Eurolaul, Heidy Purga, ha annunciato che il festival sarebbe stato rimpiazzato dall'Eesti Laul con l'obiettivo di rinnovare il metodo di selezione nazionale per l'Eurovision Song Contest.
Tra il 14 ottobre e l'8 dicembre 2008 sono stati inviati all'emittente 110 brani, di cui 10 selezionati per prendere parte alla competizione da un'apposita giuria.

## Partecipanti
La lista dei 10 concorrenti in ordine alfabetico annunciati dall'emittente l'11 dicembre 2008:
| Artista                   | Brano                 | Lingua  | Compositore                                            |
| ------------------------- | --------------------- | ------- | ------------------------------------------------------ |
| Chalice & Maagiline kuues | Nelikümmend           | Estone  | Jarek Kasar                                            |
| Ithaka Maria              | One Last Dance        | Inglese | Pearu Paulus, Ilmar Laisaar, Alar Kotkasm, Maarja Kivi |
| Janne Saar                | I Am Too Good For You | Inglese | Vahur Valgmaa, Janne Saar                              |
| Köök & Kaire Vilgats      | Üürnik                | Estone  | Jaan Pehk, Madis Aesma                                 |
| Laura                     | Destiny               | Inglese | Sven Lõhmus                                            |
| Lowry                     | You Ain't What I Need | Inglese | Lauri Pihlap                                           |
| Rolf Junior               | Freedom               | Inglese | Maian Kärmas, Rolf Roosalu                             |
| StereoChemistry           | Öösiti kõndides       | Estone  | Holger Tilk                                            |
| Traffic                   | See päev              | Estone  | Fred Krieger, Stig Rästa                               |
| Urban Symphony            | Rändajad              | Estone  | Sven Lõhmus                                            |

## Finale
La finale si è tenuta alle 20:40 (UTC+2) il 7 marzo 2009 presso gli studi televisivi di ETV a Tallinn ed è stata presentata dai fratelli Henry e Robert Kõrvits.
Il voto, che è stato composto in parte dal voto di una giuria e in parte dal televoto, ha selezionato due canzoni che hanno poi avuto accesso alla superfinale, dove la canzone vincitrice è stata scelta interamente dal televoto.
| #  | Artista                   | Brano                 | Punteggio | Punteggio | Punteggio | Posizione |
| #  | Artista                   | Brano                 | Giuria    | Televoto  | Totale    | Posizione |
| -- | ------------------------- | --------------------- | --------- | --------- | --------- | --------- |
| 1  | Lowry                     | You Ain't What I Need | 6         | 8         | 14        | 4         |
| 2  | Janne Saar                | I Am Too Good For You | 8         | 4         | 12        | 5         |
| 3  | StereoChemestry           | Öösiti kõndides       | 2         | 1         | 3         | 10        |
| 4  | Urban Symphony            | Rändajad              | 10        | 9         | 19        | 1         |
| 5  | Chalice & Maagiline kuues | Nelikümmend           | 3         | 5         | 8         | 7         |
| 6  | Köök & Kaire Vilgats      | Üürnik                | 4         | 2         | 6         | 9         |
| 7  | Rolf Junior               | Freedom               | 1         | 6         | 7         | 8         |
| 8  | Traffic                   | See päev              | 9         | 7         | 16        | 2         |
| 9  | Ithaka Maria              | One Last Dance        | 7         | 3         | 10        | 6         |
| 10 | Laura                     | Destiny               | 5         | 10        | 15        | 3         |

### Superfinale
| Artista        | Titolo   | Televoto | Televoto | Posizione |
| -------------- | -------- | -------- | -------- | --------- |
| Urban Symphony | Rändajad | 21 710   | 82,00%   | 1         |
| Traffic        | See päev | 4 765    | 18,00%   | 2         |

## All'Eurovision Song Contest

### Performance
L'Estonia si è esibita 18ª nella seconda semifinale, classificandosi al 3º posto con 115 punti e qualificandosi per la finale, dove, esibendosi 15ª, si è classificata al 6º posto con 129 punti.

### Trasmissione dell'evento e commentatori
L'intero evento è stato trasmesso in diretta televisiva su ETV con il commento di Marko Reikop per le semifinali e la finale e di Olav Osolin per la sola finale.

### Giuria e portavoce
La giuria estone per l'Eurovision Song Contest 2009 è stata composta da:
- Elmar Liitmaa, chitarrista;
- Heidy Tamme, cantante;
- Ivan Makarov, giornalista;
- Lea Liitmaa, cantante;
- Owe Petersell, conduttore radiofonico.

La portavoce dei voti della giuria in finale è stata Laura Põldvere, rappresentante dello stato all'Eurovision Song Contest 2005 come parte delle Suntribe.

### Voto

#### Punti assegnati all'Estonia
| Punteggio (115)       | Punteggio (115)                                   | Punteggio (115)                                        | Punteggio (115)                 | Punteggio (115) |
| 12                    | 10                                                | 8                                                      | 7                               | 6               |
| --------------------- | ------------------------------------------------- | ------------------------------------------------------ | ------------------------------- | --------------- |
| - Lettonia            |                                                   | - Francia - Lituania - Norvegia - Polonia - Slovacchia | - Moldavia - Ucraina - Ungheria | - Russia        |
| 5                     | 4                                                 | 3                                                      | 2                               | 1               |
| - Cipro - Paesi Bassi | - Croazia - Danimarca - Grecia - Irlanda - Serbia | - Azerbaigian                                          | - Spagna                        | - Slovenia      |

| Punteggio (129)          | Punteggio (129)                       | Punteggio (129)    | Punteggio (129)     | Punteggio (129)                |
| 12                       | 10                                    | 8                  | 7                   | 6                              |
| ------------------------ | ------------------------------------- | ------------------ | ------------------- | ------------------------------ |
| - Finlandia - Slovacchia | - Islanda - Lettonia - Lituania       | - Polonia - Russia | - Moldavia - Svezia | - Croazia - Irlanda - Ungheria |
| 5                        | 4                                     | 3                  | 2                   | 1                              |
| - Danimarca - Grecia     | - Azerbaigian - Bielorussia - Ucraina | - Cipro            |                     | - Germania - Romania           |

#### Punti assegnati dall'Estonia
| Punti | Paese       |
| ----- | ----------- |
| 12    | Norvegia    |
| 10    | Azerbaigian |
| 8     | Danimarca   |
| 7     | Lituania    |
| 6     | Cipro       |
| 5     | Grecia      |
| 4     | Irlanda     |
| 3     | Ucraina     |
| 2     | Moldavia    |
| 1     | Lettonia    |

| Punti | Paese       |
| ----- | ----------- |
| 12    | Norvegia    |
| 10    | Russia      |
| 8     | Islanda     |
| 7     | Azerbaigian |
| 6     | Svezia      |
| 5     | Israele     |
| 4     | Finlandia   |
| 3     | Portogallo  |
| 2     | Lituania    |
| 1     | Albania     |